# Anne Levade
Pour les articles homonymes, voir Levade.
Anne Levade, née le 10 février 1970 à Neuilly-sur-Seine, est une constitutionnaliste française. Elle est, depuis 2019, professeur de droit public à l'université Paris 1 Panthéon-Sorbonne, et présidente de la Fondation Paris 1 Panthéon-Sorbonne.

## Biographie

### Études
En 1997, elle devient docteur en droit avec une thèse sur la « Souveraineté et compétences des États », à l'université Paris-Est-Créteil-Val-de-Marne, sous la direction de Jean-Jacques Israël. Elle est agrégée de droit public en 1998.

### Parcours professionnel
Elle enseigne le droit constitutionnel et le droit de l'Union européenne ainsi que les libertés fondamentales à la Faculté de droit de l'Université Paris-Est Créteil (ex-Paris XII) entre 2001 et 2019. Elle dirige alors le Centre de recherches communautaires (CERCO-CDE). Elle est, de 2004 à 2008, vice-présidente chargée de la recherche de l'université Paris-Est. 

### Autres fonctions
Anne Levade est membre du Comité d'orientation stratégique de la présidence française du Conseil de l'Union européenne en 2008, et du Conseil d'analyse de la société auprès du Premier ministre de 2008 à sa suppression en 2012.
Anne Levade a participé aux travaux préparatoires de deux révisions de la Constitution de la Ve République, et demeure l'une des rares femmes fréquemment amenée à participer ou à être consultée par des instances politiques.
Elle est membre de la Commission présidée par le professeur Pierre Avril qui avait pour objet de mener une réflexion sur le statut pénal du président de la République française. Le rapport de la Commission remis le 12 septembre 2002 au président de la République, Jacques Chirac, est à l'origine de la loi constitutionnelle du 23 février 2007 relative à la responsabilité du président de la République.
Elle est membre du Comité de réflexion sur la modernisation et le rééquilibrage des institutions présidée par Édouard Balladur, ancien Premier ministre. Le rapport du Comité remis le 30 octobre 2007 au président de la République Nicolas Sarkozy est à l'origine de la loi constitutionnelle du 23 juillet 2008 de modernisation des institutions de la Ve République. 
En 2013, elle devient rapporteure générale de la commission des statuts de l'UMP (aujourd'hui rebaptisé Les Républicains), qui statue sur les modalités du nouveau scrutin de l'automne 2013 ainsi que de la primaire de 2016. Début 2014, elle est nommée à la présidence de la haute autorité chargée d'organiser les primaires du parti, en 2016. Elle occupe ces fonctions à titre bénévole et n'est personnellement pas membre des Républicains. Elle quitte cette fonction en juin 2018 et elle est remplacée par l'avocat Henri de Beauregard.
Entre 2014 et 2023, elle est présidente de l'Association française de droit constitutionnel.
Depuis le 1er février 2020, elle est membre du collège de la Haute Autorité pour la transparence de la vie publique.

## Distinctions
- Chevalier de la Légion d'honneur, le 30 décembre 2017[10].

## Publications

### Ouvrages
- La Constitution européenne expliquée au citoyen (avec Laurence Burgorgue-Larsen et Fabrice Picod), Paris, Hachette, coll. « Pluriel », 2005, 439 p. (ISBN 2-01-279246-4).
- Traité établissant une constitution pour l'Europe : commentaire article par article (avec Laurence Burgorgue-Larsen et Fabrice Picod), Bruxelles, Bruylant, 2005–2007 :
  - t. 1 : Parties I et IV : « Architecture constitutionnelle », 2007, XIX-1106 p. (ISBN 978-2-8027-2354-7).
  - t. 2 : Partie II : La Charte des droits fondamentaux de l'Union, 2005, XIX-837 p. (ISBN 978-2-8027-2044-7).
- L'élection présidentielle (avec Bertrand Mathieu et Dominique Rousseau) (actes de la Journée d'études de l'Association française de droit constitutionnel, Conseil constitutionnel, Paris, 7 décembre 2012), Paris, Dalloz, coll. « Thèmes et commentaires / actes », 2013, VII-172 p. (ISBN 978-2-247-13036-8).
- Le droit interne des partis politiques (avec Julie Benetti et Dominique Rousseau) (journée d'étude en hommage à Jean-Claude Colliard, organisée par l'Institut des sciences juridique et philosophiques de la Sorbonne, en collab. avec l'Association française de droit constitutionnel), Paris, Mare & Martin, coll. « Collection de l'Institut des sciences juridique et philosophique de la Sorbonne » (no 40), 2017, 202 p. (ISBN 978-2-84934-278-7).
- Redonner l'avantage aux démocraties : le défi de la réinvention permanente (avec Alain Christnacht, Louis Manaranche et Michel de Virville), Paris, Collège des Bernardins et Hermann, coll. « Forum des Bernardins », 2021, 188 p. (ISBN 979-1-0370-0705-6 et 979-10-3700-706-3, DOI 10.3917/herm.davy.2021.01).
- Res publica et parlement : quelles représentations pour quelles démocraties (avec Nadim Farhat et Philippe Poirier) (actes du colloque au Parlement européen, Luxembourg, septembre 2019), Bruxelles, Bruylant, coll. « Études parlementaires », 2023, 196 p. (ISBN 978-2-8027-6749-7).

### Article
- « La révision du 23 juillet 2008 : Temps et contretemps », Revue française de droit constitutionnel, no 78,‎ 2009, p. 299–316 (DOI 10.3917/rfdc.078.0299, lire en ligne).